# La gran guerra (pel·lícula de 2019)
La gran guerra (títol original en anglès, The Great War) és una pel·lícula dramàtica bèl·lica estatunidenca del 2019 escrita i dirigida per Steven Luke i protagonitzada per Bates Wilder, Hiram A. Murray, Billy Zane i Ron Perlman. La pel·lícula té un 17% d'aprovació a Rotten Tomatoes. S'ha doblat i subtitulat al català.

## Repartiment
- Bates Wilder com el capità William Rivers
- Aaron Courteau com el sergent Allistor Richardson
- Hiram A. Murray com el soldat John Cain
- Billy Zane com el coronel Jack Morrison
- Ron Perlman com el general Pershing
- Edgar Damatian com el soldat Cardinni
- Judah McFadden com el soldat Pinchelli
- Andrew Stecker com el caporal Anson Kirby
- Cody Fleury com el soldat O'Malley
- Jeremy Michael Pereira com el capità AJ Stevens